# Greschmühle
Greschmühle (früher Clausmühle oder Gehriger Mühle), niedersorbisch Grěšowy Młyn, ist ein Wohnplatz der Gemeinde Neupetershain im Landkreis Oberspreewald-Lausitz im Süden des Landes Brandenburg. Die Siedlung gehört dem Amt Altdöbern an und gehörte bis 1926 zur Gemeinde Geisendorf.

## Lage
Die Greschmühle liegt in der Niederlausitz, etwa 17 Kilometer nordöstlich von Senftenberg und 18 Kilometer südwestlich von Cottbus. Umliegende Dörfer sind der größtenteils devastierte Ort Geisendorf im Westen, Neupetershain im Süden und Neupetershain-Nord im Westen. Die Greschmühle liegt am Koselmühlenfließ und an einer Straße etwa 500 Meter östlich der Bundesstraße 169. Seit 2016 gehört die Siedlung zum amtlichen Siedlungsgebiet der Sorben/Wenden.

## Geschichte
Erstmals urkundlich erwähnt wurde die Greschmühle im Jahr 1503 unter der Bezeichnung Clausmühle. Im Schmettauschen Kartenwerk von 1767/87 ist die Mühle als Gehriger Mühle verzeichnet. Dieser Name bezieht sich auf den Nachbarort Klein Görigk, der damals als Gehrig verzeichnet war. Um das Jahr 1840 hatte die Greschmühle sieben Einwohner und wurde als Wassermühle genutzt. Bis zum 1. Januar 1926 gehörte die Greschmühle zur Gemeinde Geisendorf, die danach nach Neupetershain eingemeindet wurde.